# August Oetker
August Oetker (Obernkirchen, 6 januari 1862 – Bielefeld, 10 januari 1918) was een Duitse ondernemer in de voedingsmiddelenindustrie. Hij was oprichter en eigenaar van voedingsmiddelenbedrijf Dr. Oetker.

## Biografie
Oetker volgde lessen aan het Gymnasium Bückeberg en studeerde farmacie in Berlijn. In 1888 promoveerde hij in Freiburg. Zijn eerste stappen in het arbeidsproces verliepen weinig succesvol. In 1891 kocht hij met financiële hulp van zijn schoonmoeder een apotheek in Bielefeld. Daar richtte hij zich op het verbeteren van bakpoeder, dat hij vervolgens verkocht. Hierbij maakte hij gebruik van nieuwe verkoopmethoden en reclamemogelijkheden. Hij verkocht het bakpoeder in kleinere hoeveelheden die beter bij de wens van de consument aansloten. Bij de producten kreeg de klant recepten, kookboeken en informatieboekjes over onder andere voeding cadeau, waarbij de koppeling met het bakpoeder werd gelegd. Ook werden tegoedbonnen en proefverpakkingen verspreid. Naast bakpoeder ontwikkelde Oetker ook onder andere vanillesuiker en instant-pudding.
In 1900 verhuisde het bedrijf naar een grotere locatie. Het aantal medewerkers steeg, net als het aantal producten dat Oetker uitbracht. Hij kocht enkele voedingsmiddelenbedrijven op. Tijdens de Eerste Wereldoorlog groeide het bedrijf van Oetker verder dankzij het wegvallen van de Engelse en Amerikaanse concurrentie.
Zijn sobere levensstijl, zijn kennis van het Amerikaanse ondernemerschap, en zijn moderne marketingtechnieken zorgden ervoor dat Oetker met relatief weinig kapitaal een groot marktaandeel wist te verwerven. Als directeur stond hij voor een paternalistische stijl van leidinggeven. Oetker bleef maatschappelijk gezien op de achtergrond, maar hij gaf wel donaties aan instellingen die zich met natuurwetenschappen bezighielden.
Rudolf, zijn enige zoon en erfgenaam, overleed in 1916, waarna de weduwe Ida Meyer hertrouwde met Richard Kaselowsky. Deze speelde een belangrijke rol in het bedrijf tijdens en na de Eerste Wereldoorlog. Kleinzoon Rudolf August Oetker bouwde het bedrijf verder uit.
August Oetker stierf op 10 januari 1918.
- Gemeinsame Normdatei: 118786822
- International Standard Name Identifier: 0000 0000 9111 699X
- Library of Congress Control Number: no96057801
- Nationale Bibliotheek van Tsjechië: jo20221169035
- Nationale Bibliotheek van Israël: 987007286624005171
- Nationale Bibliotheek van Polen: a0000002762793
- Nederlandse Thesaurus van Auteursnamen: 149226659
- Istituto Centrale per il Catalogo Unico: RMSV078147
- Virtual International Authority File: 42319857
- WorldCat: E39PBJdWTyqPWhWPGFv3jfkv73